# Sanctanus apicalis
Sanctanus apicalis är en insektsart som beskrevs av Delong och Hershberger 1946. Sanctanus apicalis ingår i släktet Sanctanus och familjen dvärgstritar. Inga underarter finns listade i Catalogue of Life.